# Gestionar de pachete

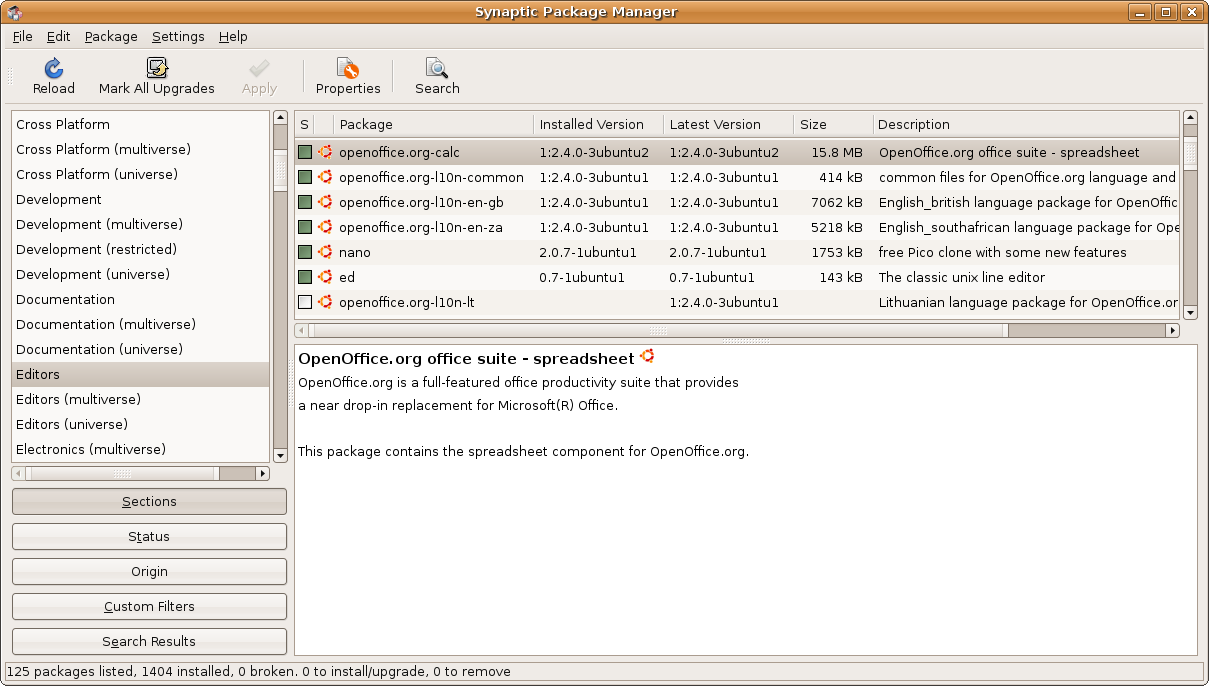
Synaptic Package Manager

Gestionar de pachete sau manager de pachete (engleză: package manager) este o colecție de aplicații care automatizează procesul de instalare, dezinstalare și actualizare a software-ului pe un sistem de operare. De obicei, pachetele reprezintă programe precompilate care pot fi instalate ușor, spre deosebire de instalarea din surse care este mai dificilă.

Termenul este folosit pe sistemele de operare Unix/Linux, majoritatea dintre acestea utilizează un manager de pachete, adesea furnizat ca standard, o instalare tipică având mii de pachete individuale.
Un pachet de programe conține o aplicație, o bibliotecă sau o colecție de aplicații și biblioteci, de regulă arhivate. Pachetele conțin de asemenea, metainformații, cum ar fi numele aplicației, descrierea, numărul versiunii, furnizorul, suma de control și o listă de dependențe necesare pentru buna funcționare a software-ului. La instalare, metainformațiile sunt stocate într-o bază de date locală a pachetelor.  
Pentru instalarea unui anumit program poate fi necesară instalarea mai multor pachete de care acesta depinde pentru a funcționa, dacă pachetele respective nu sunt deja instalate în sistem. Gestionarul de pachete le descarcă și le instalează automat atunci când se dorește instalarea programului sau aplicației respective.
Majoritatea distribuțiilor Linux folosesc noțiunea de repository (depozit de pachete). Acesta este un site web care precizează locația diverselor pachete ale distribuției. Aceste depozite sunt precizate în fișiere de configurare specifice distribuției. Aplicațiile front-end pot interoga depozitele și descărca/instala noi pachete. 

## Exemple
Pe sistemele de operare GNU/Linux, BSD, Mac OS X, Solaris și alte sisteme de operare UNIX, există mai multe gestionare de pachete:
GNU/Linux

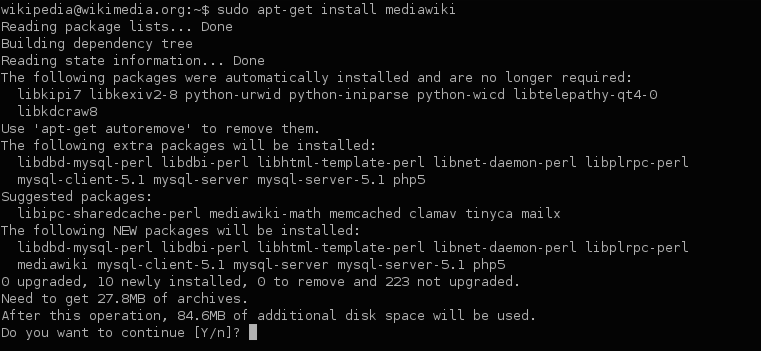
APT (Advanced Packaging Tool)

- dpkg (Debian Package Manager): standard pentru Debian, Ubuntu și distribuții derivate 
  - Advanced Packaging Tool (APT), Aptitude, dselect, Gdebi: front-end-uri la dpkg în linie de comandă
  - Synaptic, Ubuntu Software Center: interfață GUI
- RPM (Red Hat Package Manager): format de bază creat de RedHat, aflat în Red Hat Enterprise Linux și distribuții derivate
  - YUM (Yellowdog Updater Modified): în CentOS, Fedora ≤21, Red Hat Enterprise Linux 5

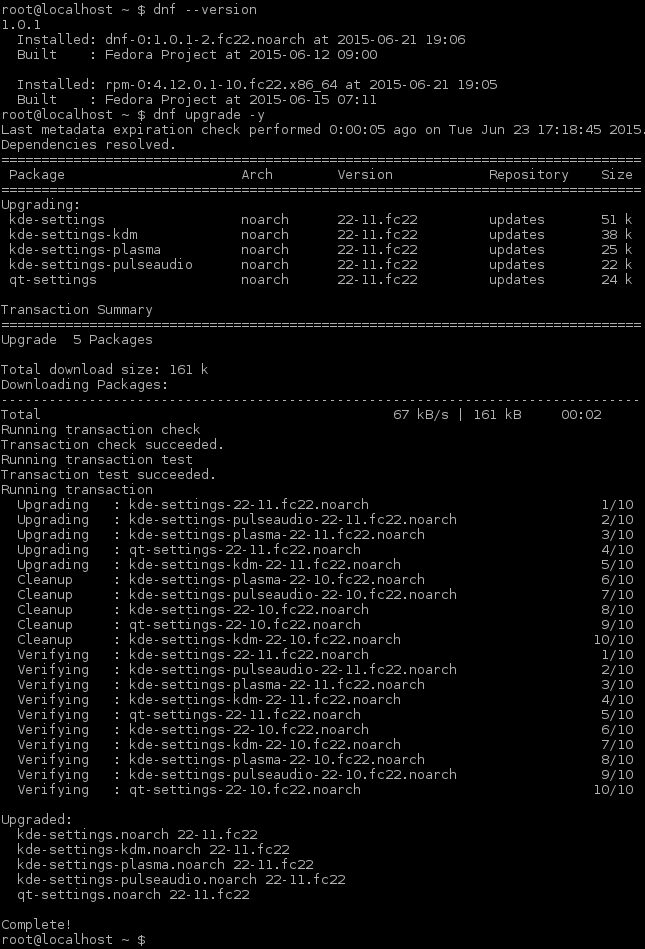
DNF în Fedora 22

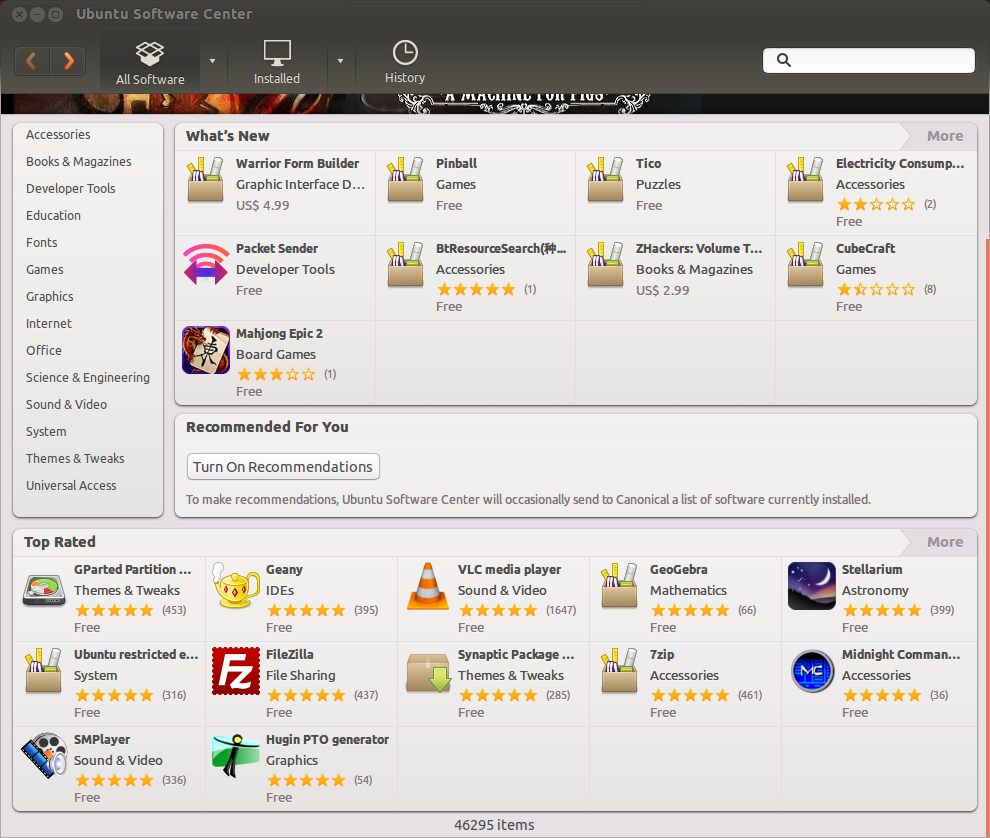
Ubuntu Software Center 13.10

- - DNF (Dandified Yum): Fedora ≥ 22, în linie de comandă
  - Zyppper, implicit în openSUSE, openSUSE Enterprise, folosește libzypp
  - urpmi: linie de comandă, pentru Mageia, OpenMandriva Lx,  ROSA Linux
  - APT-RPM (versiune modificată APT): ALT Linux, PCLinuxOS
- Pacman: ArchLinux
- Trizen: pentru alte distribuții bazate pe ArchLinux
- Portage: Gentoo
- slackpkg: Slackware
- Entropy:  Sabayon Linux
- netpkg: Zenwal[3]

BSD
- Ports
- PKGNG Arhivat în 21 decembrie 2013, la Wayback Machine.

Solaris
- IPS (Image Packaging System): OpenSolaris, OpenIndiana, Oracle Solaris 11

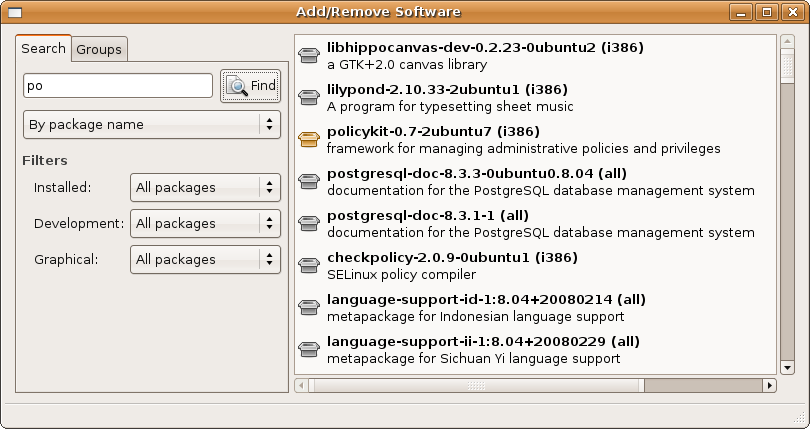
PackageKit

- pkgsrs: SmartOS [4]

Mac OS
- Homebrew
- Fink [5]

MS Windows
- NuGet
- Scoop
- Ninite
- Npackd
- RuckZuck
- Slashdot
- just-install
- Windows Installer [6]

Multiplatform
- GNU Guix
- OpenPKG
- PackageKit
- pkgsrc
- Zero Install [7]

## Formate de pachete
Formatele de pachete pot fi pachete binare (numai executabile), sau coduri sursă (care includ codurile sursă ale programului). Utilitarul alien permite conversia între diverse formate de pachete.
- deb - folosit în distribuții derivate din Debian și Ubuntu

- rpm - Red Hat Package Manager,  utilizat de  Red Hat Enterprise Linux (RHEL) și multe alte distribuții, precum openSUSE, Fedora, CentOS, Mageia

- ebuild - distribuțiile bazate pe Gentoo

- tgz, txz sau tar.gz - Tar standard + gzip, folosite de Slackware

- tbz2, formatul standard al pachetelor Sabayon, gestionat de Entropy

- pkg.tar.xz sau pkg.tar.gz, formatul pachetelor standard și arhivelor din ArchLinux, inclusiv derivate (Chakra, Manjaro, Antergos gestionate de Pacman

- PUP și PET - utilizate de Puppy Linux

- PKG - MacOS X, Solaris, SunOS, BeOS

- APPX - distribuirea și instalarea aplicațiilor pe Windows 8.x și 10. [8]